# 連字暨減號
連字暨減號（英語：hyphen-minus）（-）是代表連字號（‐）或減號（−）的字元。其Unicode碼位是U+002D - HYPHEN-MINUS；源自ASCII。
之所以要以同一個字元去代表連字號和減號（有時還包括連接號），是早期打字機年代不得不作出的妥協。但是在正式的出版物，三者是截然不同的。
絕大部分程式語言只能使用ASCII，故只能以連字暨減號，而非Unicode字元U+2212 − MINUS SIGN表達數字相減和負數。
Em dash通常會用兩個連續的連字暨減號代表。在TeX則用三個。Microsoft Word讓使用者連續輸入兩個連字暨減號即出現en dash。

## 另見
- 連接號
- 連字號
- 加號與減號